# Initiaalwoord
Een initiaalwoord is een afkorting van beginletters, die niet als één woord worden gelezen, maar als afzonderlijke letters. Het vormt daarmee een van de ongeveer vijf subgroepen van afkortingen, en moet met name worden onderscheiden van het letterwoord of acroniem, dat wel als woord te lezen is doordat het aan de fonetische eisen van Nederlandse woordvormen voldoet. Een initiaalwoord wordt zonder punten geschreven; uitzonderingen hierop zijn afkortingen die vroeger als het gehele woord werden uitgesproken (c.q. − casu quo), en afkortingen die zonder punten als een bestaand woord gelezen kunnen worden (a.s.o. − aso).  

## Voorbeelden
Voorbeelden van initiaalwoorden zijn:
- pc
- c.q.
- aso (of a.s.o.)
- ANWB
- VRT
- VPRO

## Verschil met echte afkortingen
Een echte afkorting wordt met punt(en) geschreven, bijvoorbeeld drs. (doctorandus), ds. (dominee), m.n. (met name). Deze afkortingen worden uitgesproken als het gehele woord.

## Verschil met letterwoorden
Ter illustratie van het verschil tussen initiaal- en letterwoorden valt te denken aan letterwoorden als havo, pin, die nagenoeg altijd als lopend woord worden uitgesproken. Vooral met Engelse leenwoorden bestaat er discussie over of het initiaalwoorden of letterwoorden zijn (VIP, FAQ). Vaak wordt het woord in het Engels als initiaalwoord gelezen, maar in het Nederlands als letterwoord (UFO).

## Verschil met verkortingen
Bij een verkorting blijft niet alleen de eerste letter van het gehele woord behouden, bijvoorbeeld aso (asociaal) en prof (professor, professional), of uit meer woorden samengesteld horeca (hotel, restaurant, café).